# Vlado Lisjak
Vlado Lisjak (n. 29 aprilie 1962, Petrinja, cantonul Sisak-Moslavina, Croația) este un luptător ce a reprezentat Republica Socialistă Federativă Iugoslavia, medaliat olimpic. A participat la o ediție a Jocurilor Olimpice (1984) în care a câștigat o medalie de aur.

## Participări
Lista de mai jos prezintă principalele competiții la care a participat Vlado Lisjak de-a lungul carierei.
- wrestling at the 1984 Summer Olympics – men's Greco-Roman 68 kg[*]